# Eritrichium hemisphaericum
Eritrichium hemisphaericum är en strävbladig växtart som beskrevs av Wen Tsai Wang. Eritrichium hemisphaericum ingår i släktet Eritrichium och familjen strävbladiga växter. Inga underarter finns listade i Catalogue of Life.